# الدوري السويدي الدرجة الثانية 1934–35
الدوري السويدي الدرجة الثانية 1934–35 (بالسويدية: Division II i fotboll 1934/1935)‏ هو موسم من الدوري السويدي الدرجة الثانية. فاز فيه نادي براغي.